# ذمار علي وتر يهنعم
 ذمار علي وتر يهنعم بن سمه علي ذريح  (نحو 50 ق م - 20م): ملك سبأ وذي ريدان. ووفقاً للآثار المتوفرة، يُعد ذمار علي وتر يهنعم أول من تلقب بملك سبأ وذي ريدان، وحكم عرش سبأ ما بين العام (10 ق م - 20م) تقريباً.
يفترض بعض العلماء أن بني ذي ريدان وصلوا إلى مارب واحتلوا قصر سلحين خلال الفترة التي تلت الغزو الروماني لجنوب الجزيرة العربية عام 24 ق م، وهم أول من عرفوا بملوك (سبأ وذي ريدان)، ومن المحتمل أن ذمار علي وتر يهنعم هو أول من ابتدع هذا اللقب. ولدينا لهذا الملك ثلاثة نقوش، هي: (Ir 1 وRy 591 وMAFRAY-Mushjiʿ 18).